# Worth megye (Iowa)
Worth megye az Amerikai Egyesült Államokban, azon belül Iowa államban található. Lakosainak száma 7443 fő (2020. április 1.). Worth megye Freeborn, Cerro Gordo, Mower, Winnebago, Hancock és Mitchell megyékkel határos.

## Népesség
A megye népessége az elmúlt években az alábbi módon változott:
| Lakosok száma | 7577 | 7568 | 7507 | 7541 | 7569 | 7443 |
|               | 2010 | 2011 | 2012 | 2013 | 2015 | 2020 |